# 도쓰카촌
도쓰카촌(일본어: 十束村)은 일본 시즈오카현의 엔슈, 도요다군・이와타군에 속해있던 촌이다. 현재의 이와타시에 해당한다.

## 역사
- 1889년 4월 1일 - 정촌제 시행에 의해 도요다군 도쓰카촌이 성립하였다.
- 1896년 4월 1일 - 군 개편에 의해 이와타군에 속하게 되었다.
- 1955년 4월 1일 - 가케쓰카정, 소데우라촌과 합병해, 류오정이 성립하여, 동일 도쓰카촌은 폐지되었다.

## 교통

### 철도
현재는 도카이도 본선 도요타초역이 근처에 있지만, 당시에는 미개업 상태였다. 

## 참고 문헌
- 角川日本地名大辞典編纂委員会,『角川日本地名大辞典 22 静岡県』, 角川書店, 1978年, ISBN 4040012208